# Privatieve a
Een privatieve a (ook wel 'alpha privativum' of 'alpha privans' genoemd, Gr. ἀ στερητικόν a steretikón) is een prefix in de vorm van een letter 'a' die voor een woord wordt gezet, om een afwezigheid, omkering of onwerkzaam-making van dat woord te bereiken. Dit gebeurt voornamelijk bij woorden die een Griekse oorsprong hebben. Dit is vergelijkbaar met het Nederlandse voorvoegsel 'on-'.
Als het woord waarvoor het voorvoegsel gezet wordt, begint met een klinker, dan is het prefix doorgaans 'an-'.
Voorbeelden zijn:
- afasie (Grieks: ἀ-φἀσία, a-fasia; zonder [te kunnen] spreken)
- asociaal (Latijn: a-socialis; niet sociaal)
- anorexia (Grieks: ἀν-ορεξία, an-orexia; zonder verlangen)
- analfabetisme